# Société des cinéromans
La Société des cinéromans est une ancienne société de production cinématographique française, fondée en 1919 par René Navarre avec la collaboration des romanciers Arthur Bernède et Gaston Leroux, et spécialisée dans le roman-feuilleton et le film à épisodes. Elle disparaît avec la fin du cinéma muet.

## Histoire
En 1918, René Navarre, installé à Nice, entreprend le tournage d'une série de 16 films de 30 minutes sur des scénarios de Gaston Leroux. La série, intitulée La Nouvelle Aurore, relate les nouvelles aventures de Chéri-Bibi, interprété par Navarre, et qui sera éditée sous forme de fascicules par La Renaissance du livre dans la collection « Les Romans-cinémas ». Leroux rédige également une adaptation en roman-feuilleton destinée à paraître dans le quotidien Le Matin, que dirige Jean Sapène. Navarre, qui produit la série cinématographique, s'entend avec Leroux et Sapène pour que la sortie des épisodes coïncide avec la publication du feuilleton. Le succès est considérable et donne naissance en 1919 à la Société des cinéromans, afin de pérenniser le système, avec le soutien financier de Serge Sandberg. René Navarre est nommé directeur de la société. Gaston Leroux écrit le scénario de trois des premières productions de la société, en même temps que leur adaptation en roman-feuilleton (Tue-la-mort, Le Sept de trèfle, et Rouletabille chez les Bohémiens). Le romancier Arthur Bernède, qui a déjà publié le roman-feuilleton Judex en même temps que son adaptation cinématographique, s'associe également à l'entreprise. La collaboration avec la presse s'étend à trois autres journaux (Le Petit Parisien, Le Journal et L'Écho de Paris). Malheureusement, la qualité des œuvres se dégrade en raison des cadences de production à soutenir, et Sandberg revend ses actions à Sapène en 1922. Sapène engage alors Louis Nalpas (1884-1948), cousin d'Antonin Artaud comme directeur artistique, et se rapproche de Pathé-Consortium pour assurer la distribution des films. La Société des cinéromans est ensuite progressivement intégrée au groupe qui deviendra Pathé-Natan en 1930.
Le principe du feuilleton publié simultanément à la sortie du film ne s'est pas maintenu longtemps après la disparition de la Société des cinéromans et l'avènement du cinéma parlant. Produit par Les Films Osso, Méphisto (1931) semble en être le dernier exemple. En 1932, Jean Marguet écrivait :

« Au temps des cinés-romans à plusieurs épisodes, ce genre de films connut une grande vogue. Mais qui, aujourd'hui, se souvient de l'Espionne aux yeux verts ou de Belphégor ? L'an dernier, nous eûmes Méphisto, en épisodes, mais dès la parution du film les producteurs s'empressèrent, peut-être avec juste raison, d'abandonner la tentative et réduisirent « les épisodes » au point d'en faire un film un peu long, mais possible à passer en une seule soirée. »

## Filmographie

Affiche pour L'Aiglonne d'Arthur Bernède, signée Ottorino Andreini, avec Cyprian Gilles (1921).

### Productions
- Impéria (1920). Réalisation : Jean Durand. Scénario : A. Bernède[9].
- Tue-la-mort (1920) en 12 épisodes, dans lesquels la fille de Gaston Leroux, Madeleine, âgée de 13 ans, tient le rôle de Canzonetta. Réalisation : R. Navarre. Scénario : G. Leroux[10].
- Le Sept de trèfle (1921) en 12 épisodes. Réalisation : R. Navarre. Scénario : G. Leroux.
- La Reine Lumière (1921). Réalisation : R. Navarre et Lino Manzoni. Scénario : Henri Cain.
- L'Homme aux trois masques (1922). Réalisation : R. Navarre et Émile Keppens. Scénario : A. Bernède.
- Rouletabille chez les bohémiens (1922) en 10 épisodes. Réalisation : Henri Fescourt. Scénario : G. Leroux.
- Vidocq (1923). Réalisation : Jean Kemm. Scénario : A. Bernède (d'après les mémoires d'Eugène-François Vidocq).
- Tao (1923). Réalisation : Gaston Ravel. Scénario : A. Bernède et Arnould Galopin.
- L'Enfant roi (1923). Réalisation : Jean Kemm. Scénario : Henriette Kemm (d'après Pierre-Gilles Veber).
- Gossette (1923). Réalisation : Germaine Dulac. Scénario : d'après Charles Vayre.
- Mandrin (1924). Réalisation : H. Fescourt. Scénario : A. Bernède.
- L'Enfant des halles (1924). Réalisation : René Leprince. Scénario : Jean-Louis Bouquet (d'après H.-J. Magog).
- Le Secret d'Alta Rocca (1924). Réalisation : André Liabel. Scénario : Valentin Mandelstamm.
- La Goutte de sang (1924). Réalisation : Jean Epstein et Maurice Mariaud. Scénario : d'après Jules Mary.
- Le Vert Galant (1924). Réalisation : R. Leprince. Scénario : Pierre-Gilles Veber.
- Les Fils du soleil (1924). Réalisation et scénario : René Le Somptier (d'après Pierre Mercourt).
- Surcouf (1925). Réalisation : Luitz-Morat. Scénario : A. Bernède (d'après Charles Cunat).
- Mylord l'Arsouille (1925). Réalisation : R. Leprince. Scénario : Paul Dambry.
- Fanfan-la-Tulipe (1925). Réalisation : R. Leprince. Scénario : Pierre-Gilles Veber.
- Les Misérables (1925). Réalisation : H. Fescourt. Scénario : A. Bernède et H. Fescourt (d'après Victor Hugo).
- En plongée (1926). Réalisation : Jacques Robert (d'après Bernard Frank).
- Jean Chouan (1926). Réalisation : Luitz-Morat. Scénario : A. Bernède.
- L'Espionne aux yeux noirs (1926). Réalisation : Henri Desfontaines. Scénario : P. Dambry.
- La Petite Bonne du palace (1926). Réalisation : Louis Mercanton. Scénario : L. Mercanton et Fred Wright.
- Titi premier, roi des gosses (1926). Réalisation : R. Leprince. Scénario : Pierre-Gilles Veber.
- Le Juif errant (1926). Réalisation et scénario : Luitz-Morat (d'après Eugène Sue).
- Poker d'as (1927). Réalisation : H. Desfontaines. Scénario : A. Bernède.
- La Glu (1927). Réalisation : H. Fescourt. Scénario : d'après Jean Richepin.
- Belphégor (1927). Réalisation : H. Desfontaines. Scénario : A. Bernède.
- Les Larmes de Colette (1927). Réalisation : René Barberis. Scénario : H. Fescourt.
- La Petite Fonctionnaire (1927). Réalisation : Roger Goupillières. Scénario : Alfred Capus.
- Feu ! (1927). Réalisation : Jacques de Baroncelli.
- Casanova (1927). Réalisation : Alexandre Volkoff. Scénario : Norbert Falk, Ivan Mosjoukine et A. Volkoff.
- Les Cinq Sous de Lavarède (1927). Réalisation : Maurice Champreux. Scénario : A. Bernède (d'après Henri Chabrillat et Paul d'Ivoi).
- Le Capitaine Rascasse (1927). Réalisation : H. Desfontaines. Scénario : P. Dambry.
- Le Roman d'un jeune homme pauvre (1927). Réalisation : G. Ravel. Scénario : d'après Octave Feuillet.
- La Petite Chocolatière (1927). Réalisation : René Hervil. Scénario : d'après Paul Gavault.
- Le Duel (1928). Réalisation : J. de Baroncelli. Scénario : René Jeanne et J. de Baroncelli.
- Croquette (1928). Réalisation : Louis Mercanton. Scénario : L. Mercanton et Robert Péguy (d'après Eric Maschwitz).
- La Maison du Maltais (1928). Réalisation et scénario : H. Fescourt (d'après Jean Vignaud).
- Totte et sa chance (1928). Réalisation : Augusto Genina. Scénario : Jane Bess (d'après Pierre Soulaine).
- Jalma la double (1928). Réalisation : R. Goupillières. Scénario : J.-L. Bouquet et R. Goupillières (d'après P. d'Ivoi).
- Princesse Masha (1928). Réalisation : R. Leprince. Scénario : Henry Kistemaekers.
- L'Occident (1928). Réalisation : H. Fescourt. Scénario : Henry Kistemaekers.
- La Veine (1928). Réalisation : R. Barberis.
- Le Prince Jean (1928). Réalisation : R. Hervil. Scénario : d'après Charles Méré.
- L'Argent (1928). Réalisation : Marcel L'Herbier. Scénario : A. Bernède et M. L'Herbier (d'après Émile Zola).
- La Merveilleuse journée (1929). Réalisation : R. Barberis (d'après Yves Mirande et Gustave Quinson).
- La Femme et le Pantin (1929). Réalisation : J. de Baroncelli (d'après Pierre Louÿs).
- Paris Girls (1929). Réalisation : Henry Roussell.
- La Tentation (1929). Réalisation : R. Barberis et R. Leprince. Scénario : J.-L. Bouquet (d'après C. Méré).
- La Femme du voisin (1929). Réalisation : J. de Baroncelli.
- Le Danseur inconnu (1929). Réalisation : R. Barberis.
- Le Ruisseau (1930). Réalisation : R. Hervil. Scénario : d'après Pierre Wolff.
- La Revanche du maudit (1930). Réalisation : R. Leprince. Scénario : J.-L. Bouquet.

### Distribution
- La Femme en homme (La moglie bella, 1924). Réalisation : A. Genina.
- L'Horloge magique ou La Petite Fille qui voulait être princesse (1928). Réalisation : Ladislas Starewitch.
- Laquelle des trois ? (The Farmer's Wife, 1928). Réalisation : Alfred Hitchcock. Scénario : Eliot Stannard (d'après Eden Phillpotts).
- Harmony Heaven (1930). Réalisation : Thomas Bentley. Scénario : Randall Faye, Arthur Wimperis et Frank Launder.